# 12396 Amyphillips
12396 Amyphillips è un asteroide della fascia principale. Scoperto nel 1995, presenta un'orbita caratterizzata da un semiasse maggiore pari a 3,1451587 UA e da un'eccentricità di 0,3088363, inclinata di 20,09878° rispetto all'eclittica.